# Заросток

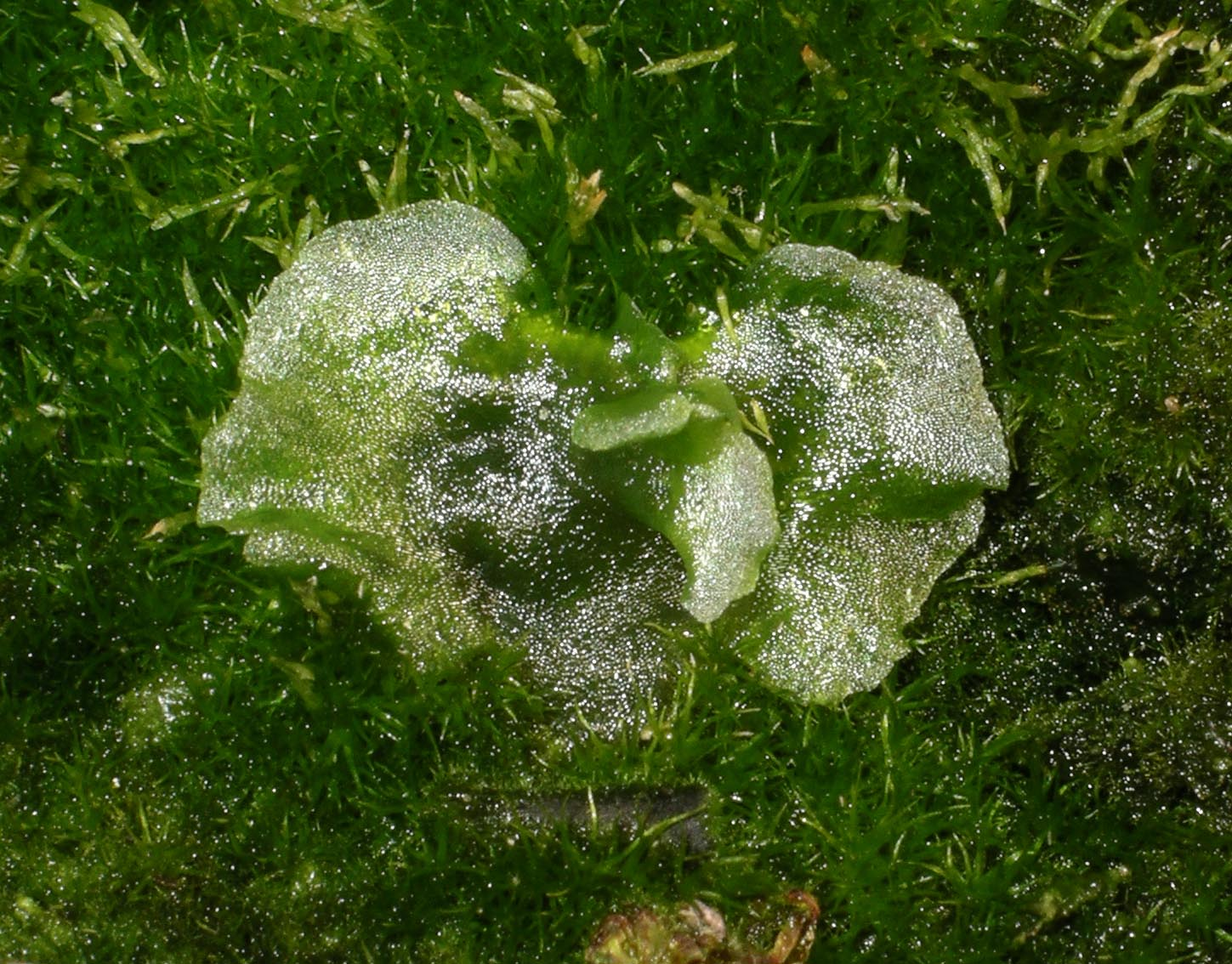
Заросток у Dicksonia antarctica

За́росток (также заро́сток или проталлий) — половое поколение (гаметофит), чередующееся с бесполым (спорофитом) в жизненном цикле папоротников, хвощей, плаунов.
У папоротников заростки имеют сердцевидную форму, у хвощей выглядят как подушечки с растущими вверх подобиями веточек, у плаунов заростки имеют форму дисков, цилиндров, клубеньков. Заростки обычно представляют собой зелёные (фототрофные) растения небольшого размера (от нескольких миллиметров до нескольких сантиметров), они растут во влажных тенистых условиях, например в лесной подстилке, в комельной части стволов деревьев или на пнях. Срок жизни таких заростков невелик (недели или месяцы). У плаунов бывают также паразитирующие под землёй на мицелии грибов (гетеротрофные) заростки. Эти бесцветные заростки могут жить долго, до 20 лет.
Для заростков характерен одинарный набор хромосом (гаплоидность), так как они вырастают из гаплоидных спор.
Смена поколений у заростков проходит половым путём: на поверхности образуются половые органы — антеридии (мужские) содержат сперматозоиды, архегонии (женские) — яйцеклетки. В дождливое время сперматозоиды, ориентируясь по слизи, выделяемой архегониями, плывут к яйцеклетке и оплодотворяют её. В результате зарождается следующее поколение — бесполый спорофит с двойным (диплоидным) набором хромосом.